# 무리 (물리학)

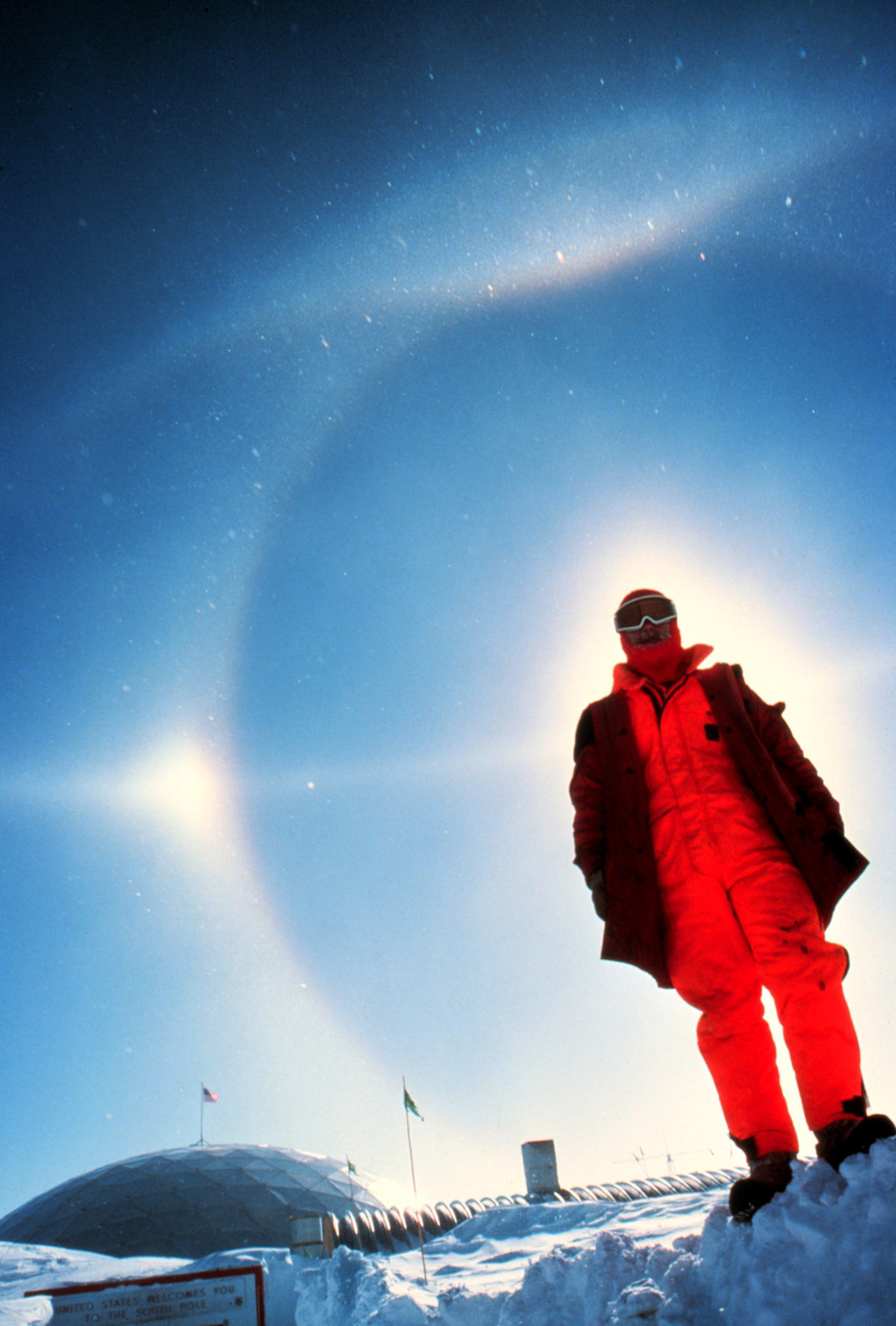
사람 뒤로 보이는 햇무리

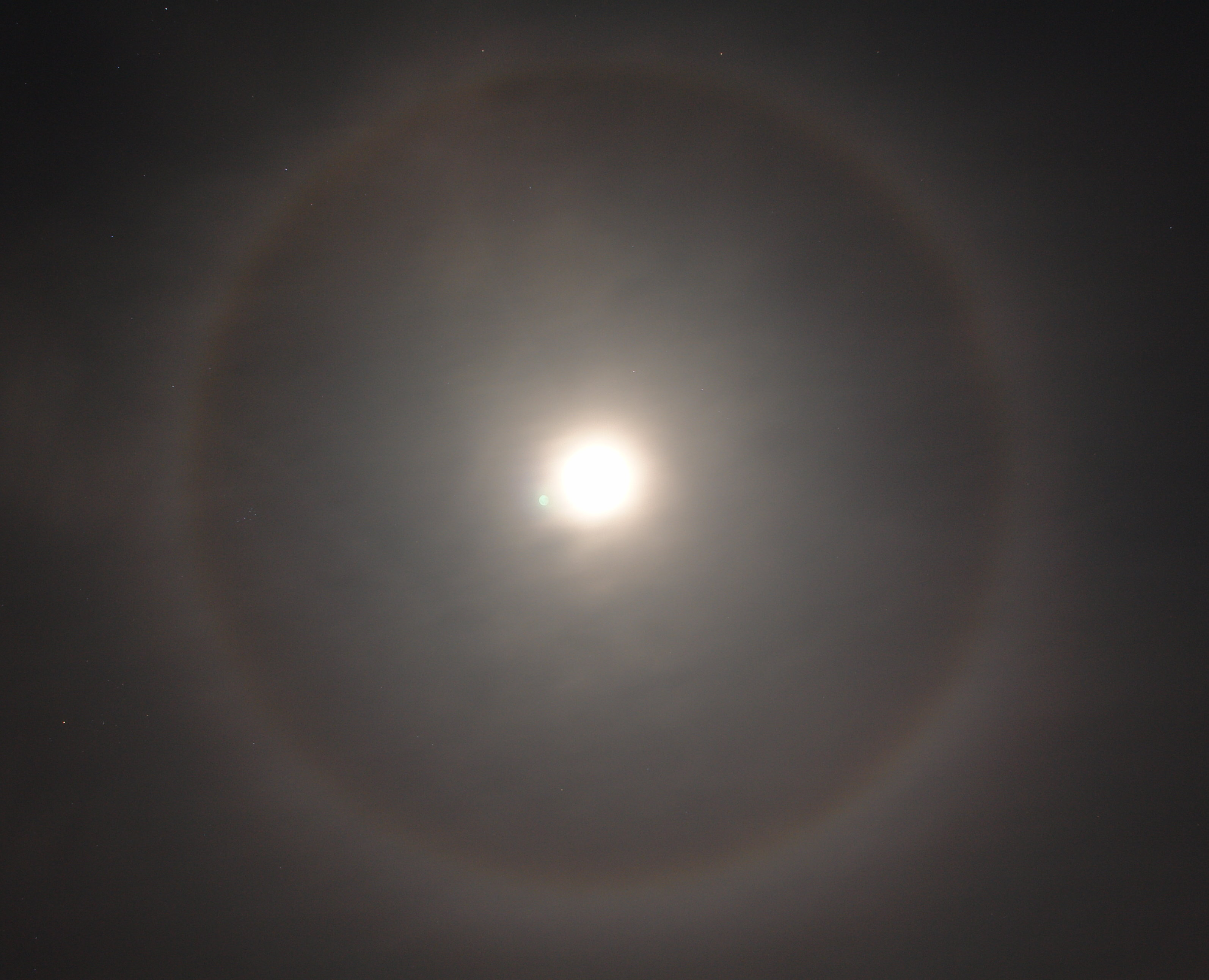
22° 달무리

무리는 태양이나 달, 또는 가로등과 같이 강한 빛 주위에 생긴 동그란 고리처럼 보이는 일종의 광학 현상으로, 광륜(光輪)이라고도 한다.
작은 얼음 결정으로 된 입자에 빛이 반사되거나 굴절되면서 생기는 현상이다. 여기서 이 빙정은 한랭 전선의 영향으로 생성된 적란운의 강한 상승기류로 인해 만들어진다. 그리고 이때 얼음 결정은 보통 권운의 입자이거나 추운 날씨에 생긴 안개일 경우가 많다. 햇무리와 달무리는 일찍이 기상학이 발달하기 이전부터 날씨를 예측하는 데에 쓰였고, 한국에도 '햇무리나 달무리가 지면 비가 온다'는 속담이 있다.
(보통 온난 전선이 통과하기 전 권운의 영향으로 햇무리가 보이고 그 후 온난 전선이 가까이 오면 이슬비가 내린다.)

## 같이 보기
- 광환
- 후광(종교적인 쓰임)